# 松村匠 (映像作家)
松村 匠（まつむら しょう、1984年11月10日 - ）は、山口県下関市出身の映像作家。主にCMやMVの演出を手がける。

## MV
- サトウリュースケ＆上上Brothers - 「はじまるよ」[1]
- ハリウッドザコシショウ - 「ゴキブリ男」[2]
- [lifter] -「Twilight End」

## CM
- KFC 「新サンドクッキングムービーをもろみ～が解説」篇
- ベビーダノン | ダノンが描くリアル育児ストーリー
- AMACA 2016 AUTUMN&WINTER SEASON MOVIE
- AMACA 2017 SPRING&SUMMER SEASON MOVIE
- 東京都「TAMASHIMA」全5篇

## その他
- Rock 'n' Roll Panty - ロックンロールパンティ STAITON ID[3]
- 慶應義塾大学医学部開設100年記念映像[4]
- gravis Progressive design Movie
- AZUL BY MOUSSY | 17 SPRING&SUMMER
- KLMオランダ航空 「This is My Europe by 小林祐希」[5]
- 欅坂46 渡辺梨加「渡辺梨加のたぶん出来ないけど一人キャンプやってみよう！」